# 제2차 와카쓰키 내각
제2차 와카쓰키 내각(第2次若槻内閣)은 입헌민정당 총재 와카쓰키 레이지로가 제28대 내각총리대신으로 임명되어, 1931년 4월 14일부터 1931년 12월 13일까지 존재한 일본의 내각이다.

## 재직 기간
- 1931년(쇼와 6년) 4월 14일 ~ 1931년(쇼와 6년) 12월 13일
- 재직 일수 : 244일

## 개요
당시 총리였던 하마구치 오사치가 우익 자객에게 저격당한 이래 병세의 악화로 말미암아 하마구치 내각이 사퇴하고, 후임 총리이자 민정당 총재로 지명된 와카쓰키 레이지로가 조각(組閣)하였다. 외교 방면에선 중국이 러시아로부터 획득한 일본의 만주 권익을 반환하도록 요구하면서 나카무라 대위 사건과 만보산 사건이 발생하는 등 국민들의 대중(對中) 감정이 악화되었으며, 유화 노선을 고수해 온 시데하라 외교에 한계가 드러나기 시작했다. 육군 일각을 중심으로 '만몽(滿蒙)의 위기'가 강조되어 여론에 호소하면서 만주 문제를 무력으로 해결하려는 기운이 높아져가던 가운데 '국가 개조' 명분을 내걸며 황도파 군사정권을 수립하려는 쿠데타 모의가 발각된 10월 사건은 정계 상층부에 커다란 충격을 주었다. 내정면에선 세계 공황의 여파에 따른 세입의 감소를 모면하고자 행정 ・재정의 정리가 급선무라 판단, 그 시발점으로 관리 감봉령이 실시되었고, 군제 개혁안을 통한 추가 군축도 모색했으나, 금 해금(金解禁) 이후로 생사(生絲)의 가격과 쌀값이 폭락해 실업자가 대량으로 속출하는 동시에 중소 기업과 농촌이 궁핍해졌다.
1931년 9월 18일, 유조호 사건을 시점으로 만주사변이 발발하였다. 육군의 응급 파병이 검토에 들어갔지만, 다음날인 19일 오전 10시의 국무회의에서 육군대신 미나미 지로는 관동군 증원을 제의하지 못한 채 사태 불확대 방침을 결정했다. 그럼에도 조선군은 본국 정부의 방침을 거스르면서 독단으로 조만(朝滿) 국경을 넘어갔다. 여기에 대해서 의회가 예산을 붙이지 않으면 조선군의 활동은 정지될 수밖에 없었으나, 예산을 승인하면서 만주 사변이 확대되는 계기가 되었다. 와카쓰키 총리는 내무대신 아다치 겐조의 제안으로 영국의 사례를 참조해 군부를 억제할 수 있는 거국 연립내각을 조직하고자 야당 정우회와의 연정 가능성을 모색했다. 그후의 각내(閣內) 상담에서 각료들이 거국 내각 구상에 부정적인 반응을 제기한 바람에 총리가 이를 단념하고 중단시키려 했지만, 이번엔 아다치 내상이 '초지일관하지 못하다'며 항명하는 사태가 벌어져 사임을 요구했음에도 거절당했다. 일본제국 헌법하에서 총리대신에겐 각료의 파면권이 없었으므로, 각내 불일치를 시정할 만한 방도가 없어지자 내각은 전면 총사퇴로 내몰리게 되었다.

## 각료
- 내각총리대신 - 와카쓰키 레이지로
- 외무대신 - 시데하라 기주로
- 내무대신 - 아다치 겐조
- 대장대신 - 이노우에 준노스케
- 육군대신 - 미나미 지로
- 해군대신 - 아보 키요카즈
- 사법대신 - 와타나베 치후유
- 문부대신 - 다나카 류조
- 농림대신 - 마치다 주지
- 상공대신 - 사쿠라우치 유키오
- 체신대신 - 고이즈미 마타지로
- 철도대신 - 에키 타스쿠( ~ 1931년 9월 10일) / 하라 슈지로(1930년 9월 10일 ~ )
- 척무대신 - 하라 슈지로( ~ 1930년 9월 10일) / 와카쓰키 레이지로(겸임, 1931년 9월 10일 ~ )
- 내각서기관장 - 가와사키 타쿠키치
- 법제국장관 - 다케우치 사쿠헤이( ~ 1931년 11월 8일) / 사이토 다카오(1931년 11월 9일 ~ )